# Katholieke kiesvereniging
Een katholieke kiesvereniging had in Nederland tot doel om mensen voor te dragen als volksvertegenwoordiger, onder andere in de gemeenteraad, maar ook voor Provinciale Staten of de Tweede Kamer. Een dergelijke vereniging was een lokaal of regionaal initiatief.

## Geschiedenis
Katholieke kiesverenigingen ontstonden na 1848, toen een belangrijke wijziging van de grondwet was ingevoerd. Deze grondwetsherziening had rechtstreekse verkiezing onder andere gemeenteraden mogelijk gemaakt, maar politieke partijen bestonden nog niet. Deze kiesverenigingen bleven meestal slechts tijdelijk bestaan.
Rond 1870 nam het aantal katholieke  kiesverenigingen sterk toe. Tien jaar later bestonden er 140-150 van deze verenigingen in Nederland. In 1904 werd de Algemeene Bond van RK-kiesverenigingen opgericht. De lokale katholieke kiesverenigingen sloten zich geleidelijk aan bij deze bond. In 1926 ging die bond op in de landelijke Rooms-Katholieke Staatspartij.

## Voorbeelden
In Nijmegen werd in 1874 de katholieke kiesvereniging 'Recht voor Allen' opgericht. Deze vereniging bleef tot eind jaren 1930 bestaan, de laatste periode verbonden met de afdeling Nijmegen van de Roomsch-Katholieke Staatspartij. De kiesvereniging wilde volgens het programma uit 1896 het katholiek onderwijs bevorderen en de ‘sociale misstanden in de maatschappij zooveel mogelijk te doen ophouden’. Tot 1917, toen het algemeen kiesrecht van kracht werd, mochten alleen mannen die voldoende  belasting betaalden om te mogen stemmen lid worden. Als zij hun kiesrecht kwijtraakten, mochten zij geen lid meer van de kiesvereniging blijven. 
In Roermond bestond ook een katholieke kiesvereniging. Vanuit deze vereniging werd Mathilde Haan als eerste vrouwelijke gemeenteraadslid gekozen. Dat was in 1919, toen er wel een passief kiesrecht voor vrouwen bestond, maar vrouwen zelf nog geen stemrecht hadden. Haan werd dus door mannen gekozen. 